# Hadrosauridae
Famille
Clades de rang inférieur
- † Aquilarhinus
- † Eotrachodon
- † Hadrosaurus
- † Lapampasaurus
- † Latirhinus?
- † Euhadrosauria/Saurolophidae
  - † Lambeosaurinae
  - † Saurolophinae

Genres de rang inférieur
Synonymes
- Trachodontidae Lydekker, 1888
- Saurolophidae Brown, 1914
- Lambeosauridae Parks, 1923
- Cheneosauridae Lull & Wright, 1942
- Ornithotarsidae Cope, 1871

Les Hadrosauridae (hadrosauridés en français), ou « dinosaures à bec de canard », forment une famille éteinte de dinosaures ornithopodes très commune en Amérique du Nord, en Asie et en Europe au Crétacé supérieur. Ces animaux herbivores possédaient des caractéristiques communes avec leurs ancêtres iguanodontidés du Jurassique supérieur et Crétacé inférieur.
La famille des hadrosauridés appartient à la super-famille des hadrosauroïdes (Hadrosauroidea).
Les hadrosauridés sont classiquement divisés en deux sous-familles : les lambéosaurinés, qui possédaient des crêtes ou tubes crâniens et étaient en général moins corpulents, et les hadrosaurinés, dénués de crêtes et plus gros.

## Caractéristiques
Les hadrosauridés sont connus sous le nom de « dinosaures à bec de canard » en raison de la similitude morphologique de leur tête avec celle des canards modernes : toute la partie avant du crâne est aplatie et élargie en forme de bec, idéal pour la collecte des feuilles et pousses des forêts tropicales d'Asie, d'Europe et d'Amérique du Nord. Cependant, le fond de la gueule contient des milliers de petites dents aptes à déchiqueter la nourriture avant de l'avaler. Les hadrosauridés, comme leurs cousins iguanodontidés, avaient des molaires et des incisives rudimentaires, qui se révélèrent probablement un facteur crucial dans leur succès au Crétacé, contrairement aux sauropodes qui dépendaient presque entièrement des gastrolithes.

### Taxinomie
La liste des genres est construite à partir des publications de Prieto-Marquez et ses collègues de 2013 et 2016,, et des descriptions de genres postérieures.

#### Hadrosauroideabasaux
- † Altirhinus
- † Bactrosaurus
- † Batyrosaurus
- † Bolong ?
- † Claosaurus
- † Choyrodon
- † Datonglong
- † Eolambia[3]
- † Equijubus[3]
- † Gilmoreosaurus[3]
- † Gobihadros[4]
- † Gongpoquansaurus
- † Huehuecanauhthlus
- † Jeyawati
- † Jintasaurus
- † Jinzhousaurus[5]
- † Koshisaurus
- † Levnesovia
- † Lophorhothon
- † Mantellisaurus ?
- † Orthomerus
- † Ouranosaurus  ?
- † Penelopognathus[6]
- † Plesiohadros
- † Probactrosaurus[7]
- † Protohadros[3]
- † Siamodon
- † Sirindhorna
- † Shuangmiaosaurus
- † Tanius[3]
- † Telmatosaurus
- † Tethyshadros
- † Xuwulong
- † Yunganglong
- † Zhanghenlong
- † Zuoyunlong

#### Hadrosauridaebasaux
- † Aquilarhinus[8]
- † Eotrachodon[9]
- † Lapampasaurus
- † Latirhinus
- † Hadrosaurus

#### Lambeosaurinae

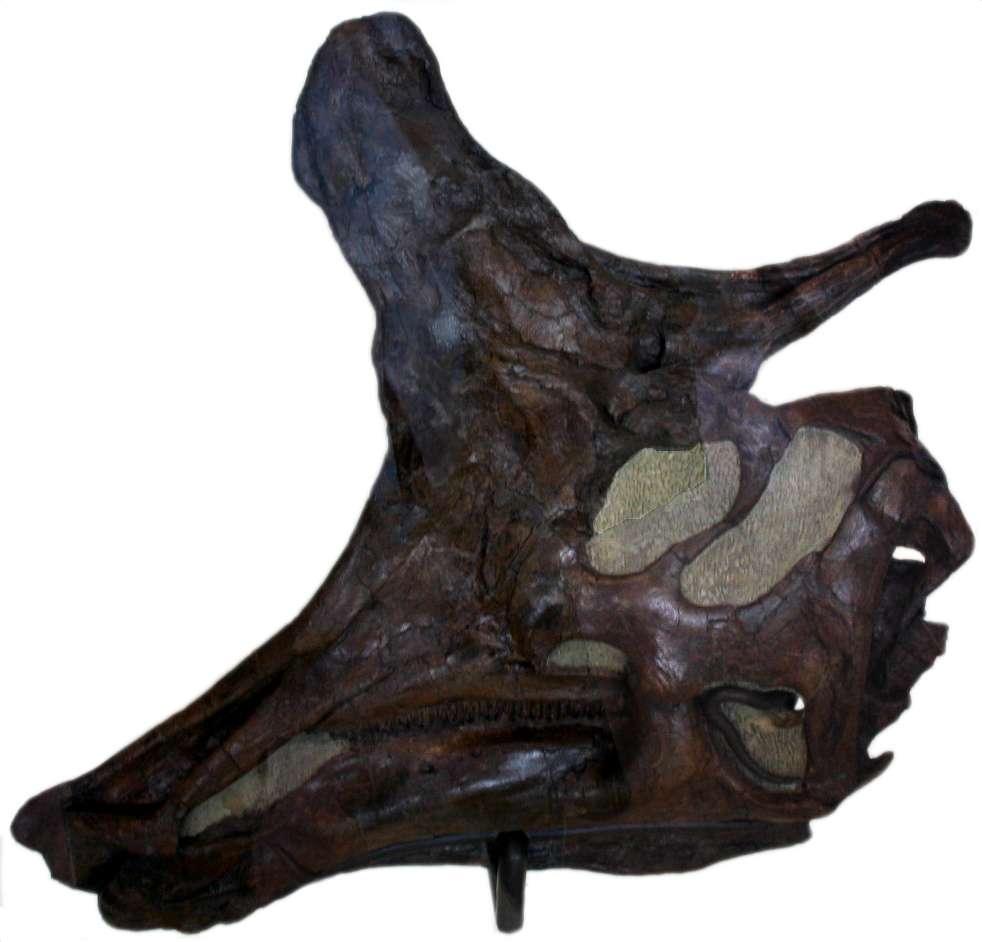
Crâne de Lambeosaurus, le taxon type des Lambeosaurinae.

- † Adelolophus
- † Adynomosaurus
- † Amurosaurus
- † Angulomastacator
- † Aralosaurus
- † Arenysaurus
- † Blasisaurus
- † Canardia
- † Charonosaurus
- † Corythosaurus
- † Hypacrosaurus
- † Jaxartosaurus
- † Kazaklambia
- † Lambeosaurus
- † Magnapaulia
- † Nanningosaurus ?
- † Nipponosaurus
- † Olorotitan
- † Pararhabdodon
- † Parasaurolophus
- † Sahaliyania
- † Tsintaosaurus
- † Velafrons

#### Saurolophinae(ex-Hadrosaurinae)
- † Acristavus
- † Anasazisaurus[10]
- † Augustynolophus
- † Barsboldia
- † Bonapartesaurus[3]
- † Brachylophosaurus
- † Edmontosaurus
- † Gryposaurus
- † Kamuysaurus
- † Kerberosaurus
- † Kritosaurus

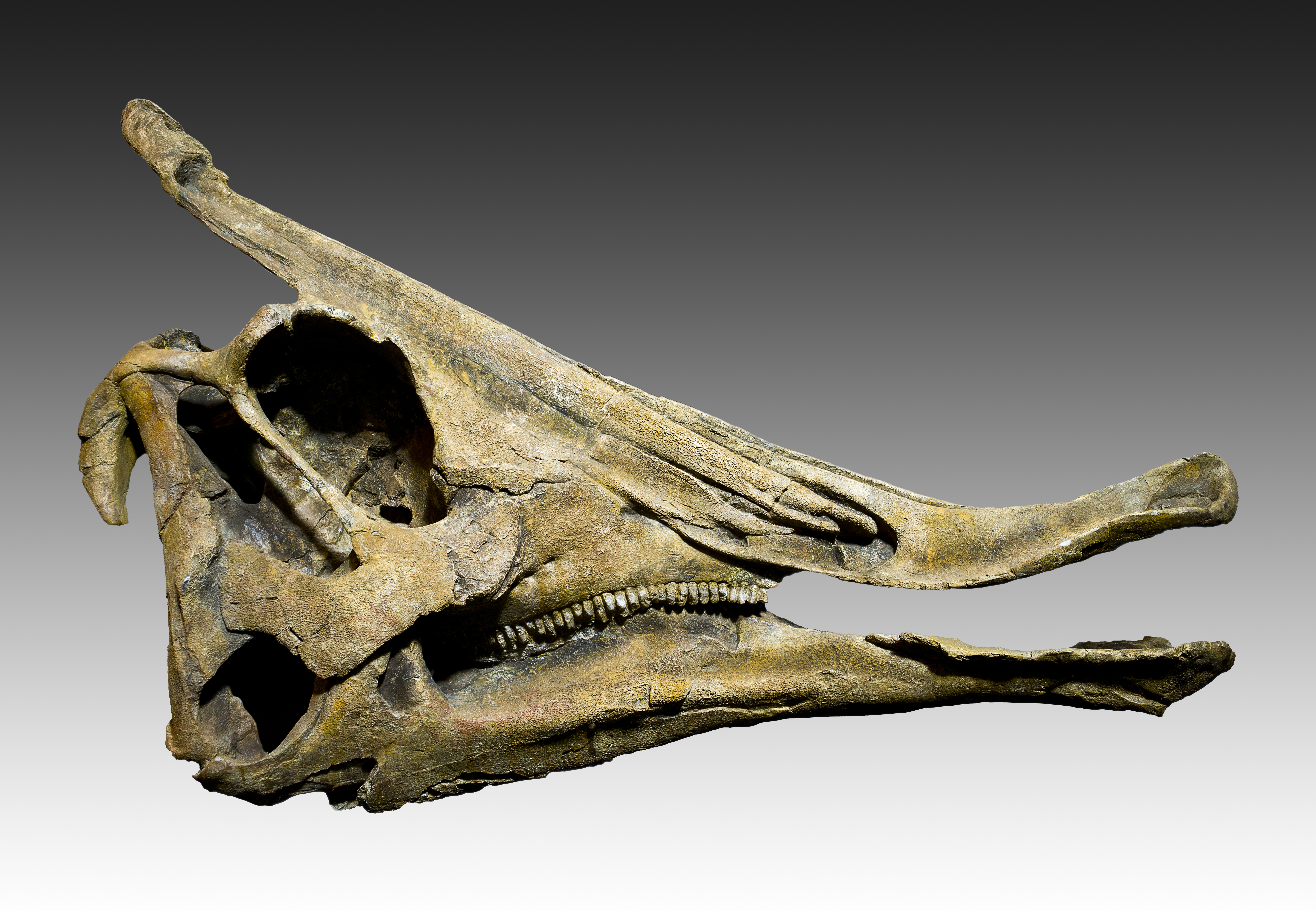
Crâne de Saurolophus, le taxon type des Saurolophinae.

- † Kundurosaurus (possible synonyme junior de Kerberosaurus)[11]
- † Laiyangosaurus
- † Maiasaura
- † Naashoibitosaurus
- † Probrachylophosaurus
- † Prosaurolophus
- † Rhinorex
- † Shantungosaurus
- † Saurolophus
- † Secernosaurus
- † Ugrunaaluk
- † Wulagasaurus

#### Genres obsolètes ou ànom douteux
- † Anatotitan (synonyme junior d'Edmontosaurus)[12] (obsolète)
- † Arstanosaurus (obsolète)
- † Cionodon (obsolète)
- † Claorhynchus (obsolète) ?
- † Diclonius (obsolète)
- † Glishades (obsolète)
- † Mandschurosaurus (obsolète)
- † Microhadrosaurus (obsolète)
- † Nanyangosaurus (iguanodonte basal)
- † Procheneosaurus (obsolète)
- † Pteropelyx (obsolète)
- † Shuangmiaosaurus (iguanodonte basal)[13]
- † Stephanosaurus (obsolète)
- † Tetragonosaurus (obsolète)
- † Thespesius (obsolète)
- † Trachodon (obsolète)
- † Willinakaqe (obsolète)

### Phylogénie
Le cladogramme ci-dessous a été réalisé par Prieto-Marquez et ses collègues en 2016. Il précise leur analyse originale de 2010. Leur étude a pris en compte 61 espèces d'hadrosauridés caractérisées par 273 caractéristiques morphologiques (189 au niveau du crâne et 84 pour le squelette post-crânien) :
- - Telmatosaurus
  - 
    - 
      - Jintasaurus
      - Lophorhothon

    - 
      - Claosaurus
      - 
        - Tethyshadros
        - Hadrosauridae
          - Hadrosaurus
          - 
            - Eotrachodon
            - Saurolophidae
              - Lambeosaurinae
                - Aralosaurus
                - 
                  - Canardia
                  - Jaxartosaurus
                  - 
                    - 
                      - Tsintaosaurus
                      - Pararhabdodon

                    - 
                      - 
                        - Charonosaurus
                        - Parasaurolophus

                      - 
                        - Lambeosaurus
                        - 
                          - Corythosaurus
                          - 
                            - "Hypacrosaurus" stebingeri
                            - 
                              - 
                                - Magnapaulia
                                - 
                                  - Velafrons
                                  - Sahaliyania

                              - 
                                - Hypacrosaurus
                                - Olorotitan
                                - 
                                  - Blasisaurus
                                  - Arenysaurus

              - Saurolophinae
                - 
                  - Acristavus
                  - Maiasaura
                  - Brachylophosaurus

                - 
                  - 
                    - Naashoibitosaurus
                    - 
                      - Kritosaurus
                      - 
                        - Gryposaurus
                        - 
                          - Big Bend UTEP 37.7
                          - 
                            - Willinakaqe
                            - Secernosaurus

                  - 
                    - "Sabinosaure" PASAC-1
                    - 
                      - 
                        - Prosaurolophus
                        - 
                          - Augustynolophus
                          - Saurolophus

                      - 
                        - Kerberosaurus
                        - 
                          - Kundurosaurus
                          - 
                            - Shantungosaurus
                            - Edmontosaurus

## Galerie

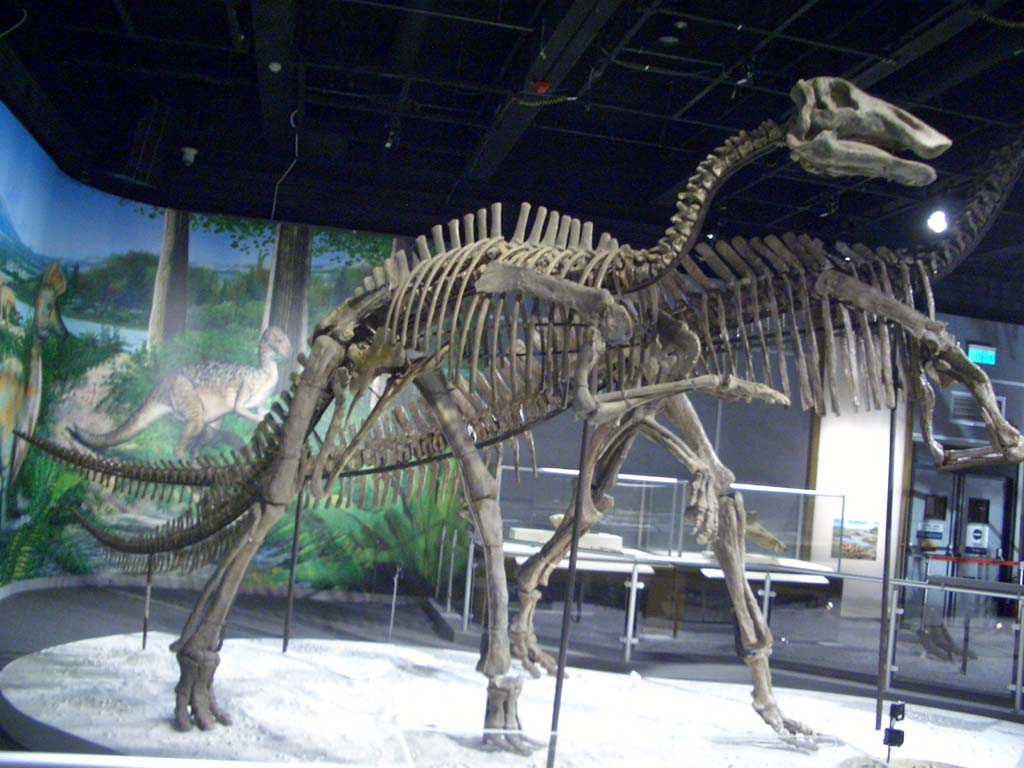
Bactrosaurus.
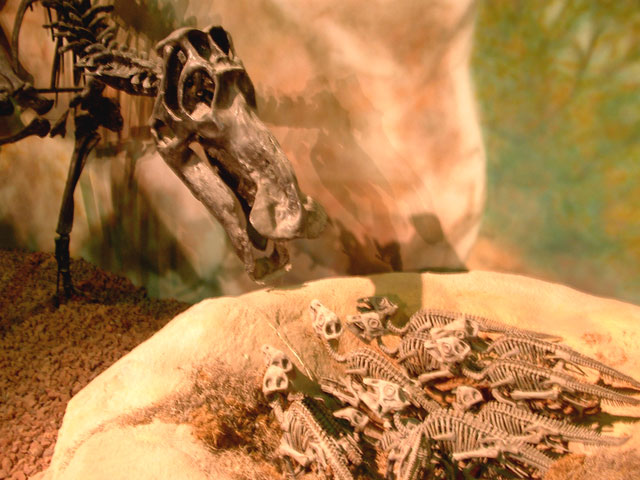
Nid de Maiasaura.
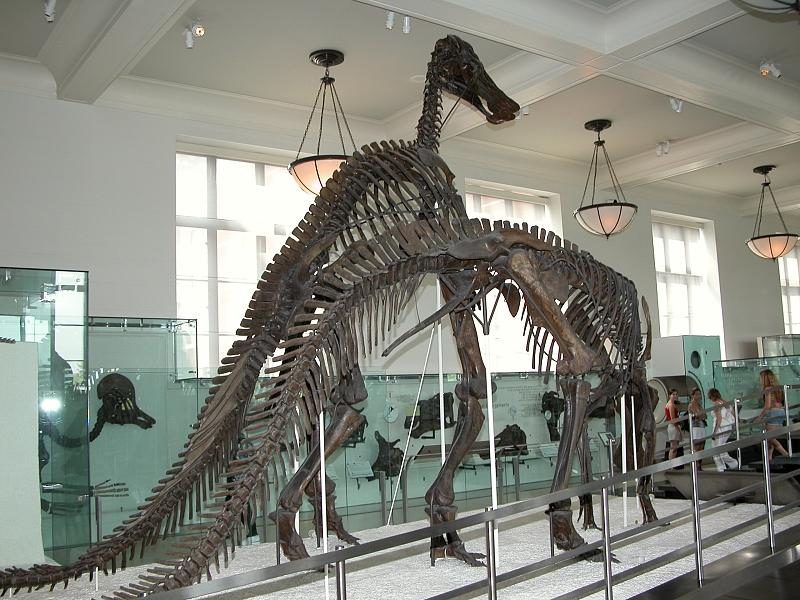
Anatotitan copei.
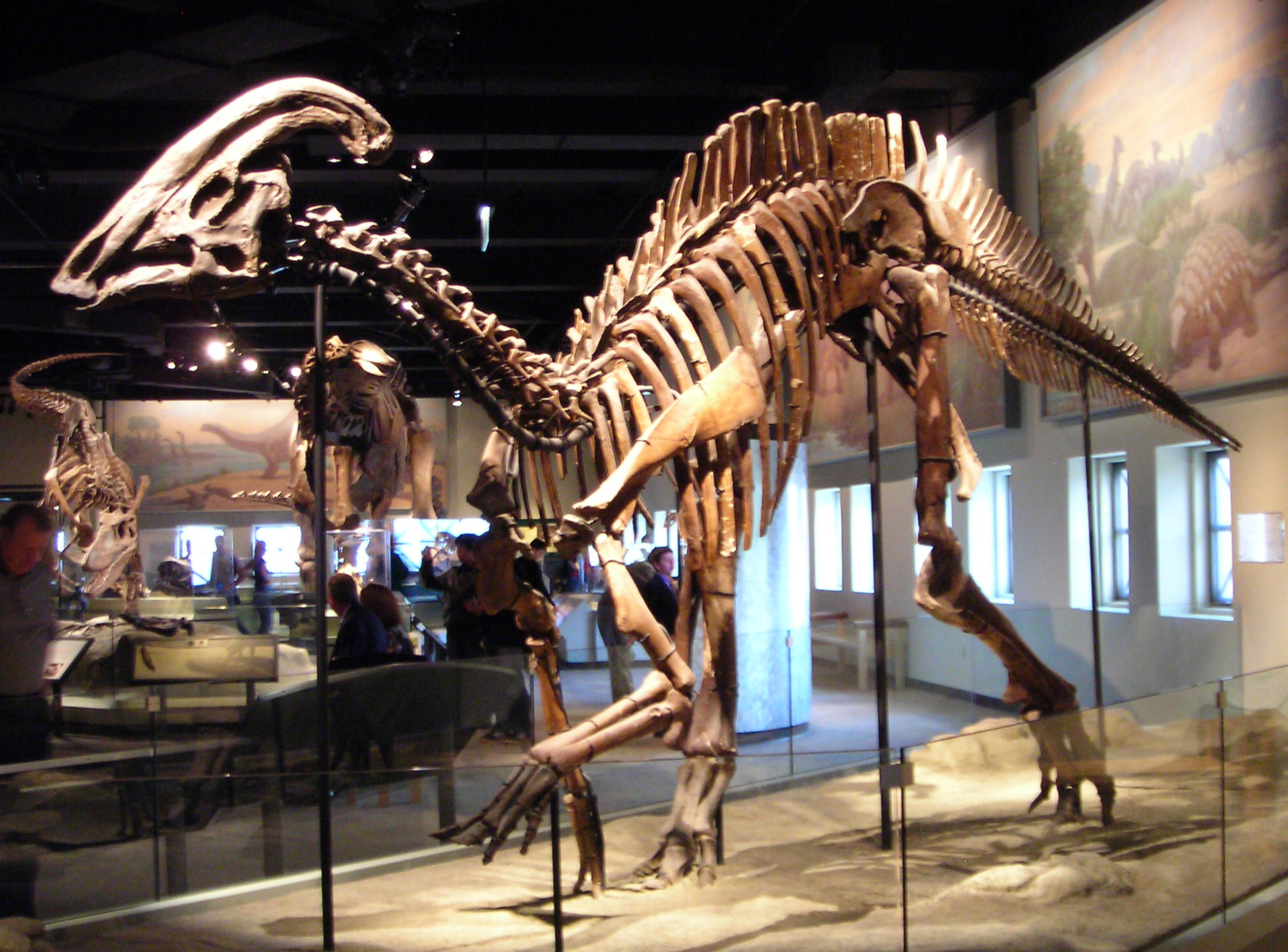
Parasaurolophus cyrtocristatus.
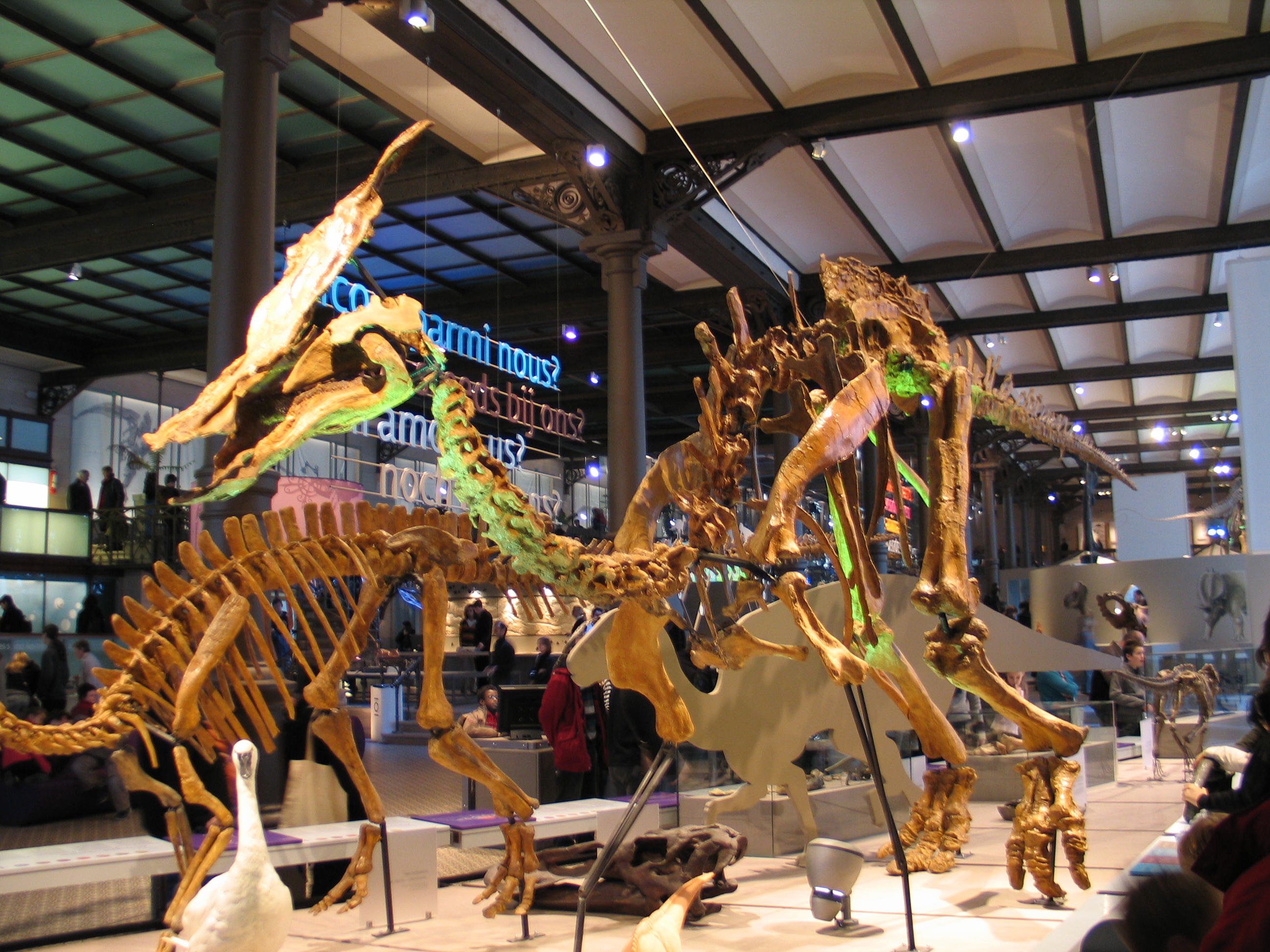
Olorotitan.
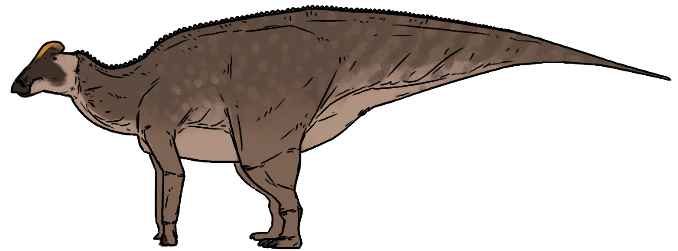
Restitution paléoartistique de Canardia garonnensis.